# InCore Bank
Incore Bank AG ist eine international ausgerichtete Schweizer B2B Bank für traditionelle und digitale Vermögenswerte. Das Unternehmen gehört zur Incore Gruppe, welche Vermögensverwaltern, Finanzintermediären und Unternehmen im In- und Ausland innovative Finanz- und ICT-Lösungen sowie Beratungs- und Projektdienstleistungen anbietet.